# Venezuela ai Giochi della XXVIII Olimpiade
Il Venezuela partecipò ai Giochi della XXVIII Olimpiade, svoltisi ad Atene, Grecia, dal 13 al 29 agosto 2004, con una delegazione di 48 atleti impegnati in quindici discipline.

## Medaglie
| Medaglia | Atleta            | Sport             | Evento           |
| -------- | ----------------- | ----------------- | ---------------- |
| Bronzo   | Israel José Rubio | Sollevamento pesi | 62 kg maschile   |
| Bronzo   | Adriana Carmona   | Taekwondo         | +67 kg femminile |